# Махоньок Тимофій Андрійович

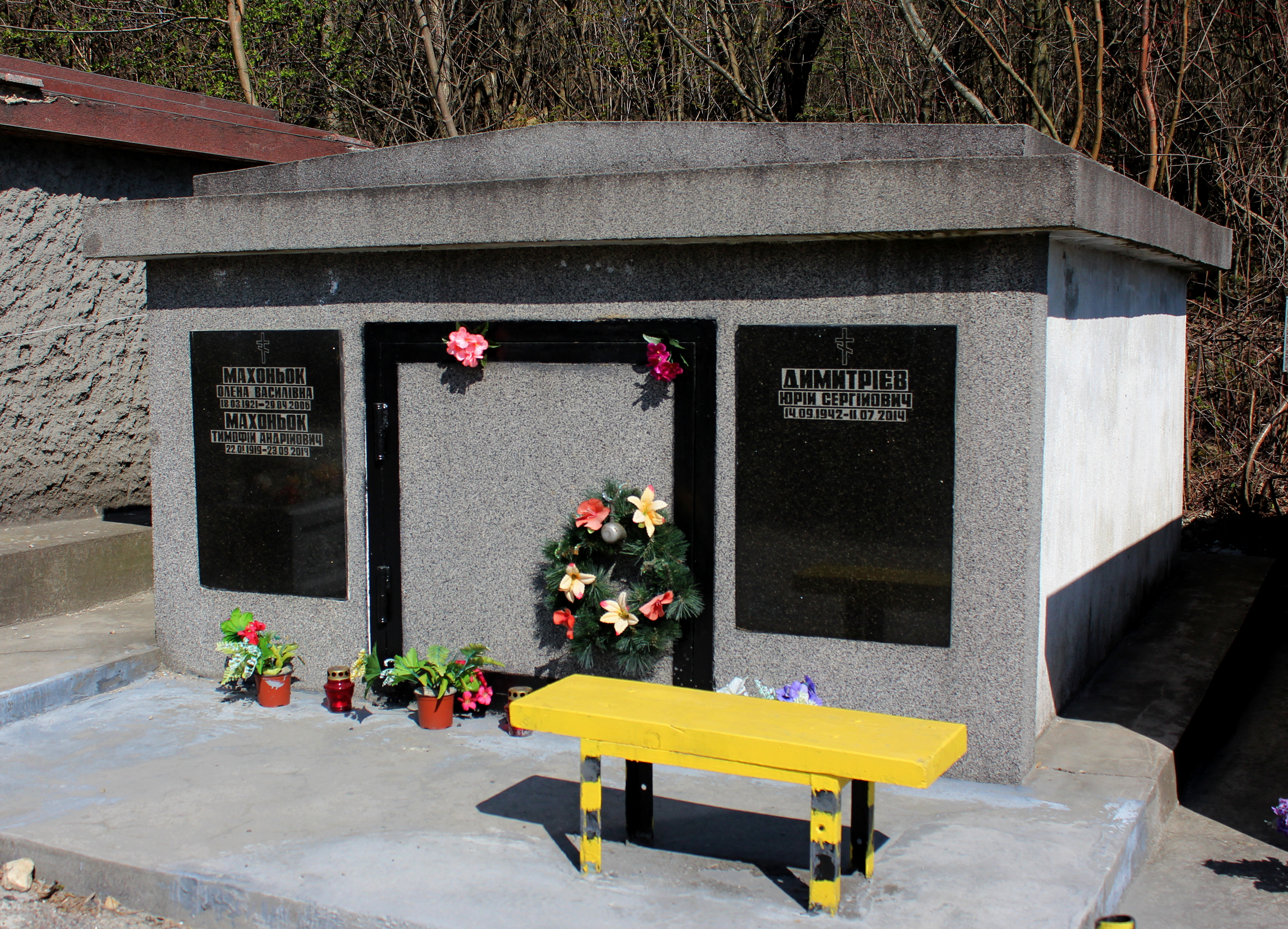

Тимофій Андрійович Махоньок (22 січня 1919, село Голубівка, тепер Середино-Будського району Сумської області — 24 серпня 2014, місто Львів) — український радянський діяч, 1-й секретар Бродівського і Сокальського райкомів КПУ Львівської області, 1-й секретар Стрийського міськкому КПУ Львівської області. Герой Соціалістичної Праці (8.04.1971).

## Біографія
Народився в багатодітній селянській родині. У чотирнадцятирічному віці втратив батьків, виховувався старшим братом. Після закінчення Путивльського педагогічного технікуму вступив до педагогічного інституту, але навчання не завершив.
З 1939 року — в Червоній армії, учасник радянсько-фінської війни. Навчався у військовій школі, здобув спеціальність розвідника-артилериста. Учасник німецько-радянської війни з 1941 року. Служив помічником командира взводу, до жовтня 1941 року воював на Центральному фронті, а потім, до березня 1942 року — на Калінінському фронті. З березня 1942 року по травень 1945 року воював на 3-му Білоруському фронті, був командиром взводу, помічником начальника штабу артилерії 220-ї стрілецької дивізії по розвідці, помічником начальника розвідки артилерії 31-ї армії. Брав участь у боях під Москвою і під Ржевом, в окупації Кенігсберга та Праги.
Член ВКП(б) з вересня 1942 року.
З 1946 року — інструктор Шевченківського районного комітету КП(б)У міста Львова. Закінчив історичний факультет Львівського державного університету імені Івана Франка.
Перебував на відповідальній партійній роботі у Львівській області.
На 1957—1959 роки — 2-й секретар Бродівського районного комітету КПУ Львівської області.
З 1959 до квітня 1962 року — 1-й секретар Бродівського районного комітету КПУ Львівської області.
У 1962 — січні 1965 року — 1-й секретар Стрийського міського комітету КПУ Львівської області.
У січні 1965 — 11 листопада 1978 року — 1-й секретар Сокальського районного комітету КПУ Львівської області.
Указом Президії Верховної Ради СРСР від 8 квітня 1971 року за видатні успіхи, досягнуті в розвитку сільськогосподарського виробництва і виконанні п'ятирічного плану продажу державі продуктів землеробства і тваринництва Махоньку Тимофію Андрійовичу присвоєно звання Героя Соціалістичної Праці з врученням ордену Леніна і золотої медалі «Серп і Молот».
З 1979 року — на пенсії в місті Львові. Заступник голови Львівського обласного комітету захисту миру.
З 1988 року був головою та почесним головою Львівської обласної ради ветеранів України, заступником голови Львівського відділення Всеукраїнської громадської організації «Антифашистський комітет України».
Похований  у Львові, на 71 полі Янівського цвинтарі.

## Звання
- майор

## Нагороди
- Герой Соціалістичної Праці (8.04.1971)
- орден Леніна (8.04.1971)
- орден Трудового Червоного Прапора (31.12.1965)
- орден Червоного Прапора (31.03.1945)
- орден Вітчизняної війни 1-го ст. (22.07.1944)
- два ордени Вітчизняної війни 2-го ст. (16.04.1944, 6.04.1985)
- орден Червоної Зірки (15.02.1943)
- орден «Знак Пошани» (26.02.1958)
- російський орден Дружби (.07.2014)
- медалі
- Почесна грамота Президії Верховної Ради Української РСР (28.10.1987)